# Evelyn Ntoko Mase
Evelyn Ntoko Mase (Engcobo, 18 maggio 1922 – Soweto, 30 aprile 2004) è stata un'infermiera sudafricana, nota per essere stata la prima moglie dell'attivista anti-apartheid Nelson Mandela, con il quale fu sposata dal 1944 al 1958.
Mase conobbe Mandela grazie a suo cugino Walter Sisulu e a sua moglie Albertina, e i due si sposarono nel 1944 alla Native Commissioner's Court. Mase e Mandela vissero insieme nella città di Soweto ed ebbero quattro figli, tra cui Makgatho Mandela e Makaziwe Mandela. Mano a mano che il coinvolgimento di Mandela nel Congresso Nazionale Africano aumentava, tuttavia, il loro rapporto cominciò ad incrinarsi. Volendosi allontanare dalla politica, Mase diventò una testimone di Geova. Dopo averlo accusato di adulterio, Mase divorziò da Mandela nel 1958, e quest'ultimo si risposò lo stesso anno con Winnie Mandela. Mase si trasferì quindi insieme ai figli a Cofimvaba, dove aprì un negozio di alimentari, ma fece la sua comparsa sulla stampa sudafricana in occasione del rilascio di Mandela nel 1990. Nel 1998, Mase si sposò con Simon Rakeepile, un uomo d'affari di Soweto. Il suo funerale ha attirato l'attenzione internazionale, avendoci partecipato lo stesso Mandela, Winnie e la terza moglie di Mandela, Graça Machel.

## Primi anni
Mase era una xhosa della regione del Transkei, figlia di un minatore. Suo padre morì quando Mase era una bambina, lasciando la sua seconda moglie e i sei figli. Tre di questi morirono quando erano ancora dei bambini, mentre la madre di Mase morì quando lei aveva 12 anni, lasciando Mase e sua sorella Kate alle cure del loro fratello maggiore, Sam Mase. Sam, un devoto cristiano, era molto legato a suo cugino, Walter Sisulu, col quale andava insieme a scuola. Nel 1928, Sisulu si trasferì a Soweto, un'area urbana della città di Johannesburg, acquistando una casa nel sobborgo di Orlando, dove Sam lo raggiunse poco dopo. Dopo essere entrato a contatto col mondo della politica, Sam incoraggiò Sisulu a leggere le letture di sinistra e a unirsi all'ANC. Nel 1939, Evelyn Mase raggiunse il fratello e il cugino per diventare infermiera nell'ospedale del quartiere di Hillbrow, a Johannesburg, così da esaudire il desiderio della madre. Là fece amicizia con Albertina, fidanzata di Sisulu, il quale l'aveva conosciuta nel 1941 e che poi sposò nel 1944.

## Matrimonio e vita con Mandela
Quando Walter e Albertina si trasferirono in una casa più grande al numero 7372 di Orlando Ovest, lasciarono la loro vecchia casa a Sam. Evelyn e Sam continuarono a visitare i Sisulus nella loro nuova casa, incontrando il loro inquilino, Nelson Mandela. In seguito, Evelyn disse alla scrittrice e attivista Fatima Meer: "Penso di averlo amato fin dal primo momento in cui l'ho visto". Evelyn e Mandela cominciarono a uscire insieme dopo pochi giorni, e dopo alcuni mesi Mandela chiese a Evelyn di sposarlo. Il matrimonio ebbe luogo il 5 ottobre 1944 presso la Native Commissioner's Cour di Johannesburg; non potevano permettersi una festa di matrimonio, e nessun elemento tradizionale xhosa era presente nella cerimonia.
Evelyn e Mandela avevano poco denaro a disposizione, e si trasferirono in una piccola stanza nella casa della sorella di Evelyn, Kate, dove iniziarono a convivere insieme al marito di Kate, Mgudlwa (un lavoratore della miniera di City Deep), e ai loro due figli. Non pagavano un affitto, ma condividevano i pochi soldi che avevano. Evelyn disse in seguito che il loro rapporto in quegli anni era felice, e che tutti quelli che conosceva li consideravano una bella coppia.
Evelyn diede alla luce il primo figlio, Thembekile, il 23 febbraio 1945, presso la Bertram's Nursing Home. Avendo bisogno di più spazio, la coppia si trasferì in una casa più grande al numero 719 di Orlando Est per diversi mesi prima di spostarsi al numero 8115 di Orlando Ovest, all'incirca all'inizio del 1947. In seguito, andò a vivere da loro anche la madre di Mandela, la quale stabilì un bel rapporto con Evelyn.
In questo periodo, Mandela iniziò ad interessarsi sempre di più all'attivismo politico, adottando l'ideologia del nazionalismo africano. La sorella di Mandela, Leabie, notò che Evelyn "non voleva sentire neanche una parola di politica".
In seguito, Evelyn divenne una testimone di Geova, separandosi da Mandela nel 1955 dopo quello che quest'ultimo descrisse nella sua autobiografia come un inconciliabile conflitto tra politica e religione: "Non potevo abbandonare la mia vita nella lotta, e lei non poteva vivere con la mia devozione per qualcosa che non fosse se stessa e la famiglia", scrisse. "Non ho mai perso la mia ammirazione per lei, ma alla fine non siamo riusciti a far funzionare il nostro matrimonio".

## Ultimi anni
Evelyn Mase si trasferì a Cofimvaba, nella provincia del Capo Orientale, dove aprì un negozio e affisse un cartello davanti all'entrata invitando i giornalisti a non importunarla. Un reporter, Fred Bridgland, riuscì a ottenere un'intervista, durante la quale discusse della proposta riguardante il rilascio di Mandela dal carcere. Mase era arrabbiata per quella situazione, ritenendo che la stessero trattando come la seconda venuta di Cristo e dichiarando: "Come può un uomo che ha commesso adulterio e ha abbandonato sua moglie e i suoi figli essere Cristo? Il mondo intero venera troppo Nelson. È soltanto un uomo".
Mase passò gran parte dei suoi ultimi anni lavorando come missionaria per i testimoni di Geova. Mantenne il nome Mandela, ma verso la fine degli anni 1990 si sposò con un uomo d'affari di Soweto in pensione, Simon Rakeepile.
Mase morì il 30 aprile 2004. Mandela prese parte al funerale insieme alla seconda e alla terza moglie.